# Dassault Mercure

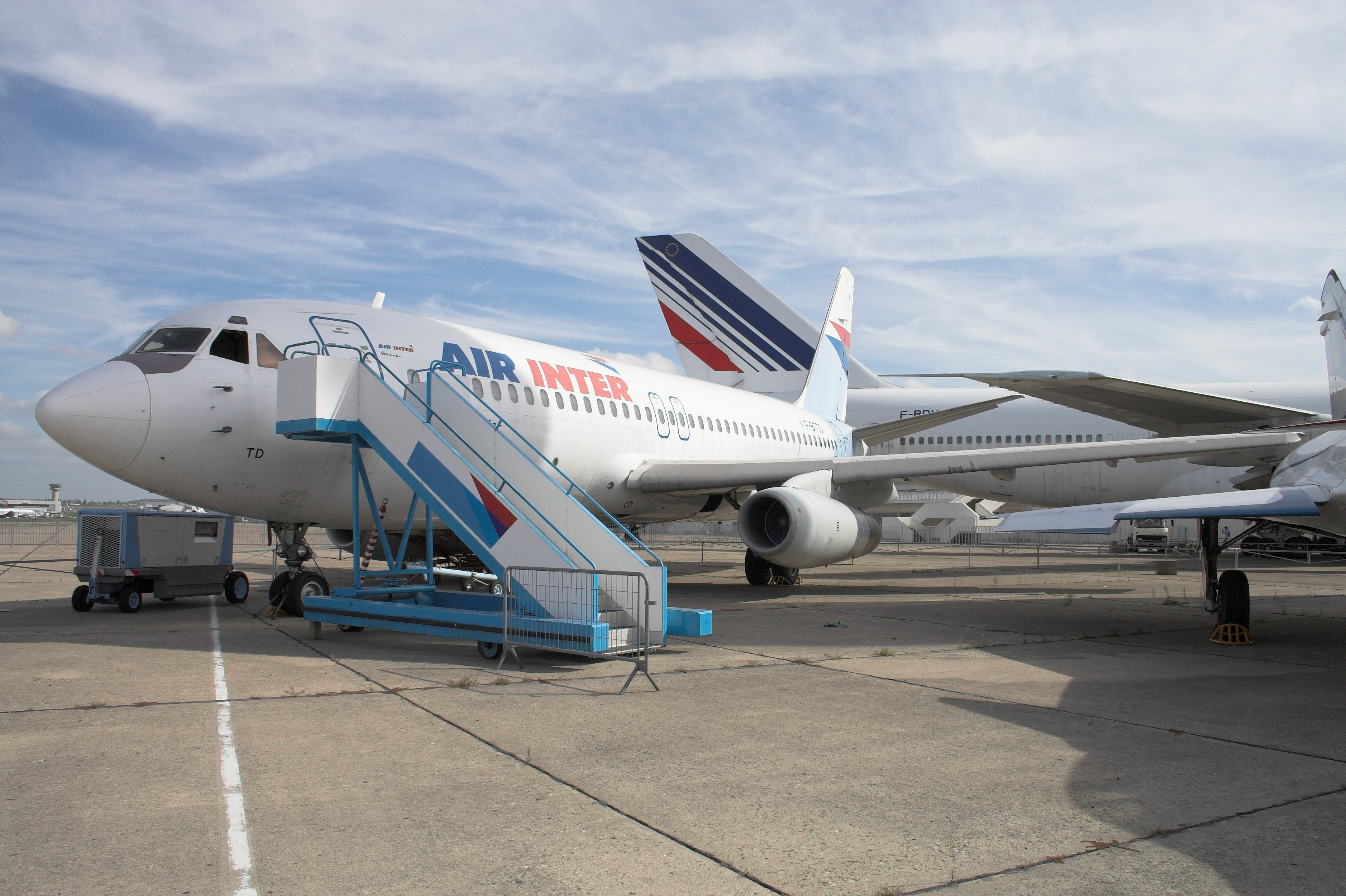
Dassault Mercure

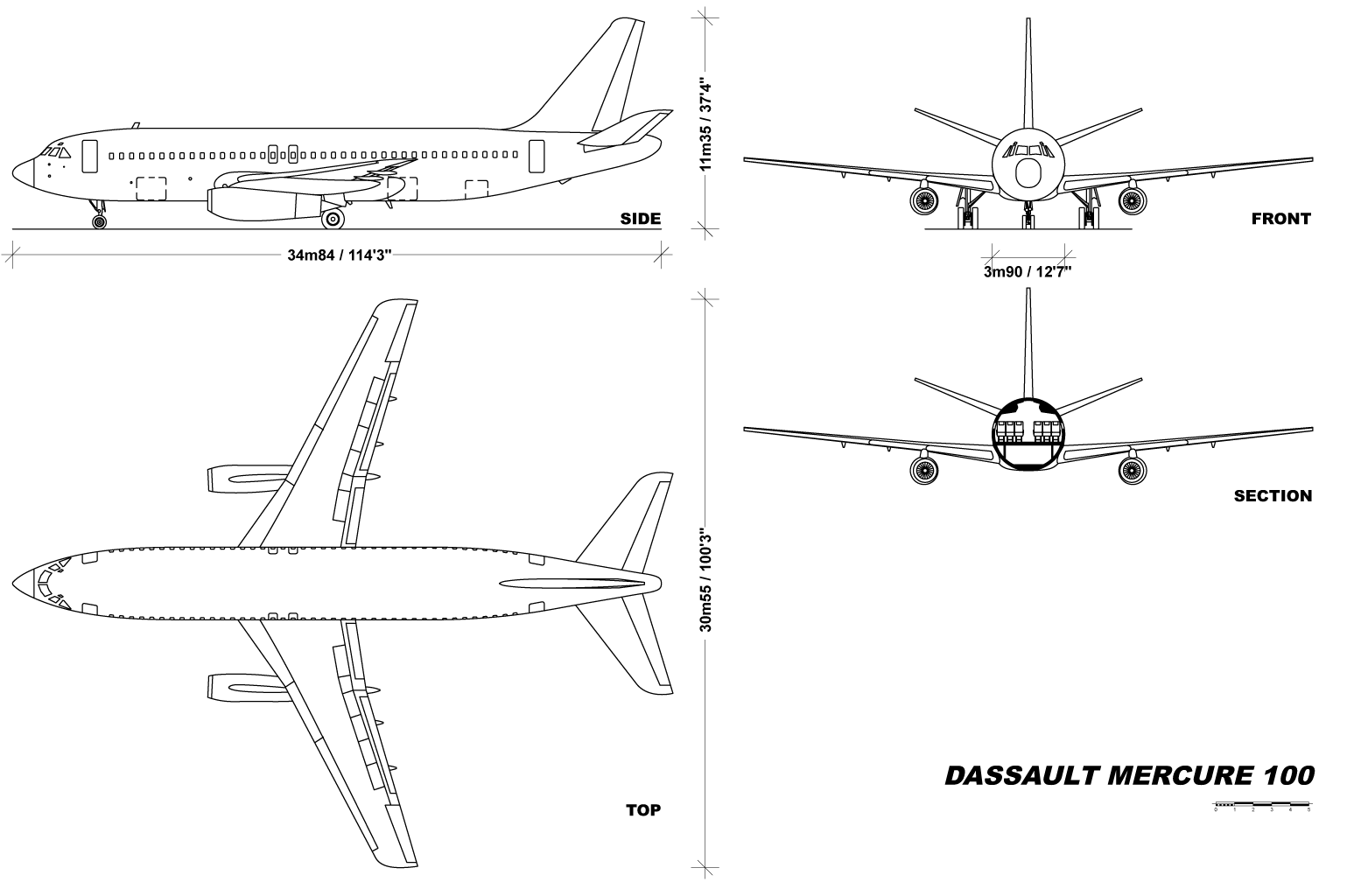
Ritning av Dassault Mercure 100

Dassault Mercure var ett tvåmotorigt jetflygplan som tillverkades mellan 1971 och 1975
i 12 exemplar. Av dessa var två prototyper och tio byggda för trafik. Senare valde man att modifiera en av prototyperna för passagerartrafik. Detta plan var tekniskt innovativt och ett av de första passagerarflygplan som var helt utprovat i dator. Dessutom var driftsäkerheten stor, det var ett av de första passagerarflygplanen med automatisk landning och säkerheten var felfri, på minussidan fanns kort räckvidd och behovet av tre personer för att flyga planet.
Det franska inrikesbolaget Air Inter var det enda flygbolag som flög detta flygplan. Samtliga exemplar togs ur trafik 1995.
Det fanns planer på att utveckla en uppdaterad version av Mercure, men det skedde aldrig på grund av ekonomiska skäl. Detta var Dassaults enda försök att bygga passagerarflygplan, man samarbetade med McDonnell Douglas under konstruktionen, precis som andra tillverkare med rötter i militär teknologi som Lockheed lyckades man aldrig ta fram flygplan som tilltalade flygbolagen i tillräcklig utsträckning.

## Bevarade exemplar
Det finns ett bevarat exemplar på teknikmuseet i Speyer, Tyskland.